# Pseudocavellina
Pseudocavellina is een geslacht van uitgestorven kreeftachtigen uit de klasse van de Ostracoda (mosselkreeftjes).

## Soorten
- Pseudocavellina bicornuta Krandijevsky, 1963 †
- Pseudocavellina cornuta Krandijevsky, 1963 †
- Pseudocavellina subangulata Krandijevsky, 1963 †